# Чиялицька культура
Чиялицька культура (башк. Сейәлек мәҙәниәте) — археологічна культура на Південному Уралі епохи Середньовіччя X—XIV століть.

## Топоніміка
Назва культури походить від назви поселення біля села Чиялек Республіки Татарстан над річкою Сюнь.

## Характеристика
Поширення Чиялицької культури охоплює територію між річками Шешма і Зай (притоки Ками) з заходу і до річки Тобол на сході. У Республіці Башкортостан поширена в басейні річок Ік, Сюнь, Біла, Дьома, Ай.
Представлена Азметьєвським, Дербешкинським, Такталачуцьким могильниками. На території сучасної Республіки Башкортостан — Абдуллинське городище, Бакалинські кургани, Горновський археологічний комплекс, Каранаєвські кургани, Кушулевський могильник, Мрясимовські кургани, Нижньохозятовський скарб, Синташтамацькі кургани, Турналинське городище.
Представники культури жили в дерев'яних будинках, напівземлянках, юртах. Вогнища в будинках містилися в різних місцях, а в юртах — в центрі. Житла були літні (юрти, курені, каркасно-стовпові споруди) і зимові.
У розкопках знайдена кераміка: посудини з домішкою піску, прикраси орнаментом. Померлих ховали в неглибоких, близько 1,3 м, похованнях. У головах залишали глиняні посудини, кістки тварин. Чоловічі поховання поклажі наконечники стріл, шаблі, стремена, вудила, тесла, серпи, коси. В жіночі і дитячі — прикраси, золотоординські монети періоду правління ханів Узбека і Джанібека. Носіями культури були місцеві напівкочові угорські племена.
З середини XIV століття лісостепове населення культури піддавалося тиску переселенців степових тюркомовних кочівників Волго-Уральської степової смуги. Після проникнення на їх територію тюркських племен, населення, що прийняло іслам, стало основою в етногенезі башкирів і татар.
Залишені в похованнях предмети свідчать про те, що в комплексі озброєння чиялицьких племен переважала легкоозброєна кіннота.

## Наука
Дослідженнями Чиялицької культури займалися вчені Т.К. Ютіна, Г.М. Гарустович, В.О. Іванов, Козаков, Мажитов, Н.Л. Решетніков, П.М. Старостін та ін.